# Stanleymes

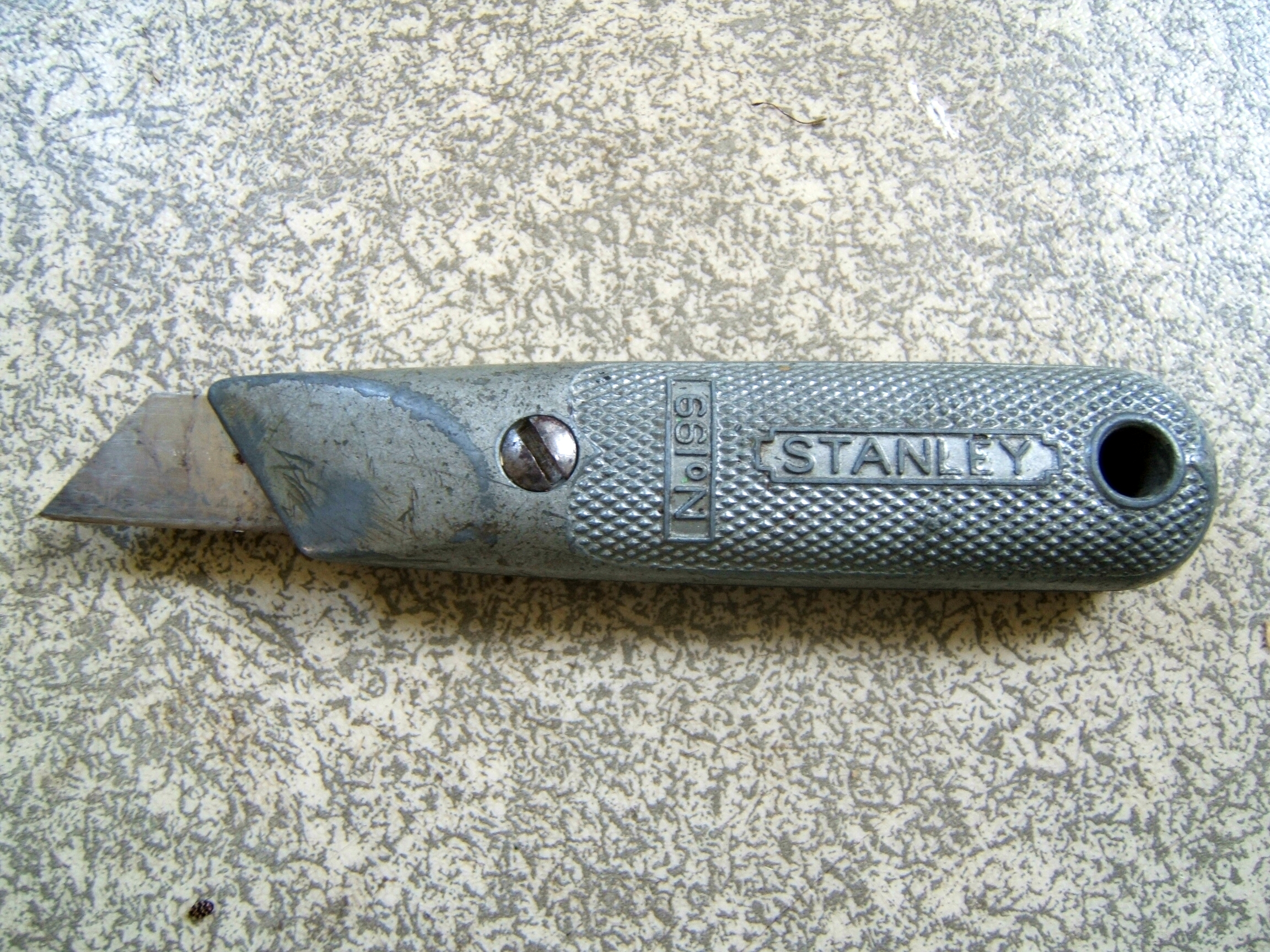
Eerste model Stanleymes gebruiksklaar

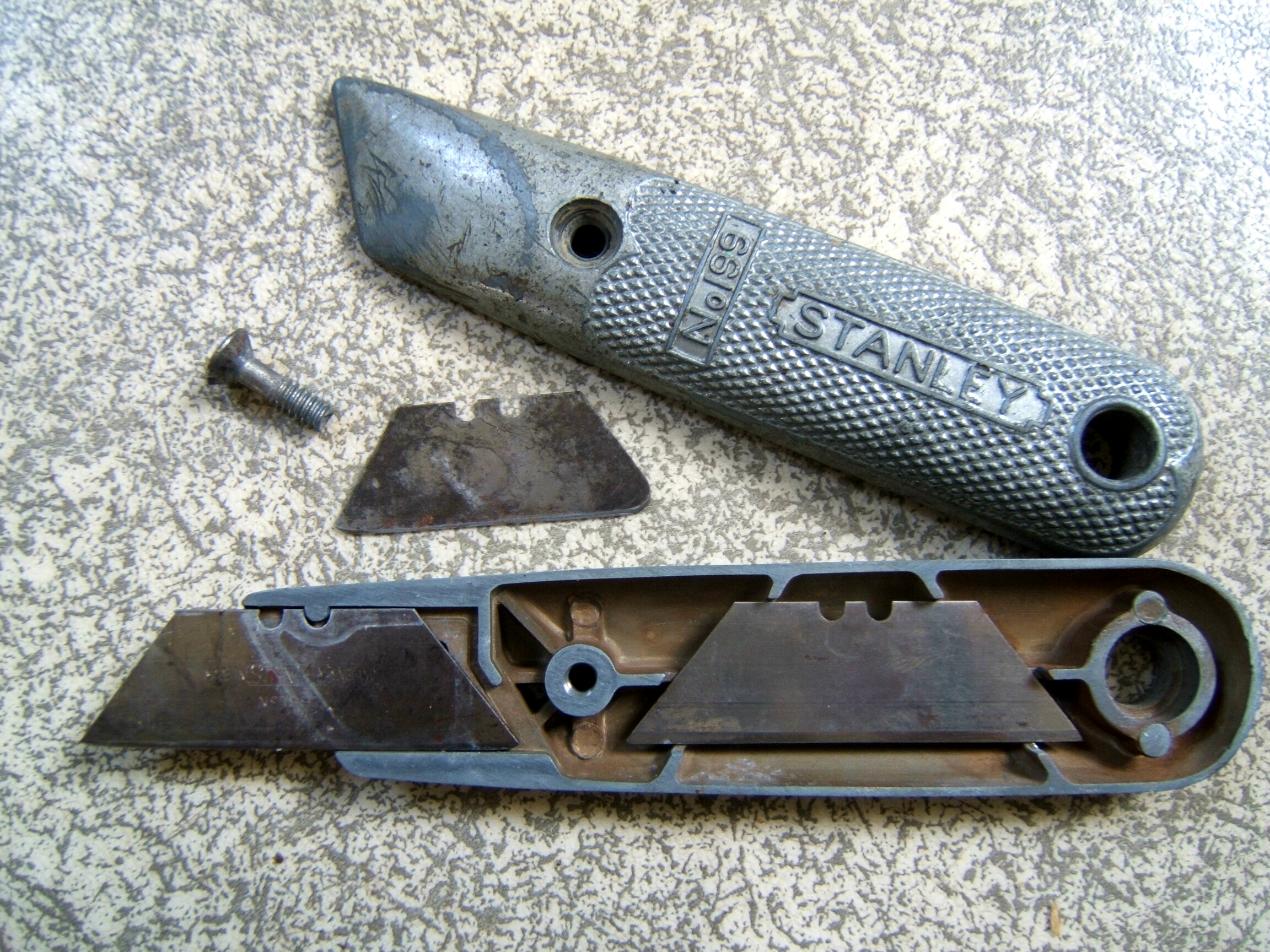
Eerste model Stanleymes geopend

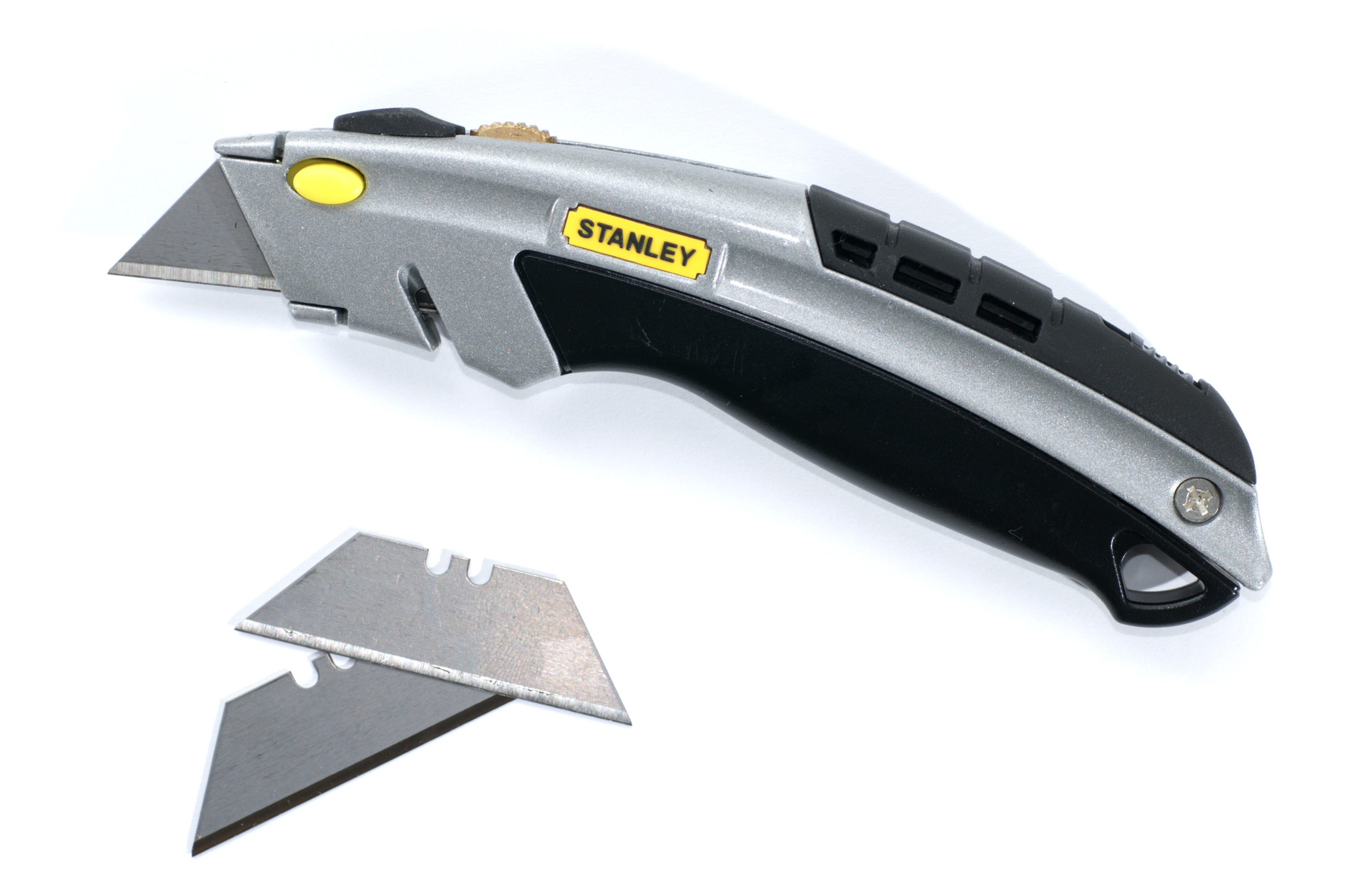
Modern Stanleymes

Een stanleymes is een stuk gereedschap met verwisselbare mesjes, om zachte materialen mee te snijden. Het wordt veelal voor professionele doeleinden gebruikt, bijvoorbeeld in de bouw en in de stoffeerderij.
Het mes is een ontwerp van het Amerikaanse bedrijf Stanley Works uit New Britain in de staat Connecticut en dateert uit de jaren 50 van de twintigste eeuw. Sinds een fusie met Black & Decker in 2010 heet de onderneming Stanley Black & Decker. 

## Uitvoering
Een stanleymes bestaat uit een metalen houder van twee helften die met één schroef worden samengevoegd. De houder wordt geopend om het mesje om te draaien of te verwisselen of om een paar reservemesjes in de speciaal hiervoor bedoelde ruimte te kunnen opbergen.
Het mesje heeft over de gehele lengte één scherpe kant, die aan beide einden in een scherpe punt eindigt. De lengte van het deel dat uit de houder steekt wordt door een tweetal inkepingen aan de kant tegenover het snijvlak bepaald, een nokje in één helft van de houder past in een van beide inkepingen. De gebruiker kan ook met behulp van de inkepingen in het mes bepalen hoe ver dit uit de houder moet steken. Als er een mesje gebruiksklaar in zit, kan er een driehoekig beschermkapje over het mes geschoven worden. Bij moderne versies van het stanleymes kan het mes in de houder geschoven worden na gebruik. Professionele versies hebben ook vaak een snelkoppeling om het mes snel te kunnen wisselen. 
Voor deze messenhouders zijn ook messen met een ronde haakvorm, meer bedoeld voor (vinyl)tapijt snijden. Deze messen snijden het zeilvormige materiaal door het mes erdoorheen te trekken en ze hebben geen snijvlak wat de ondergrond zou kunnen beschadigen.

## Soortnaam
De naam 'stanleymes' verwijst naar de merknaam Stanley. In Nederland, Engeland, Australië, Nieuw-Zeeland en Oostenrijk is de merknaam tot soortnaam verworden. In de Verenigde Staten spreekt men van een 'utility knife' of 'box cutter'. Voor andere merken dan Stanley wordt vaak de term 'snijmes' gebruikt.